# Quatuor à cordes no 6 de Glazounov
Pour les articles homonymes, voir Quatuor à cordes no 6.
Le Quatuor à cordes no 6 en si bémol majeur op. 106 G 176, est un quatuor pour deux violons, alto et violoncelle d'Alexandre Glazounov, composé en 1921.

## Contexte et création
Selon Pierre-Émile Barbier, le quatuor à cordes no 6 fait partie des chef-d'œuvre du compositeur et est un incontournable de l'écriture pour quatuor à cordes.

## Structure
1. Allegro
2. Intermezzo rusticano, à (++)
3. Andante piacevole
4. Finale : Tema con variazioni dans la forme d'une suite de miniatures instrumentales.

La durée d'exécution est d'environ trente-deux minutes.

## Analyse

### Allegro
L'Allegro commence sur une solo d'alto. Le thème, d'une rare richesse, est donné dans tout un ensemble d'épisodes.

### Intermezzo rusticano
L'Intermezzo rusticano donne le premier thème au second violon. Le développement contient une polyphonie proche d'un chœur populaire russe.

### Andante piacevole
Il s'agit probablement du mouvement où l'invention mélodique se fait le plus présent. L'introduction se fait par le premier violon.

### Finale: Tema con variazioni
Le Finale présente un thème et dix variations où les violons et l'alto déploient toute leur technique et leur splendeur. Ces variations doivent être traitées comme a pu les penser un pianiste-compositeur dont le succès de l'op. 72, Thème et variations pour piano est resté en mémoire. Les variations sont une suite de miniatures instrumentales et l'aspect général du Finale renvoie à un passé d'avant la Première Guerre mondiale.